# Belsentes
Belsentes – gmina we Francji, w regionie Owernia-Rodan-Alpy, w departamencie Ardèche. W 2013 roku liczba ludności wynosiła 590 mieszkańców. 
Gmina została utworzona 1 stycznia 2019 roku z połączenia dwóch ówczesnych gmin: Nonières oraz Saint-Julien-Labrousse. Siedzibą gminy została miejscowość Nonières. 